# Frisanco
Frisanco (em friulano Frisanc) é uma comuna italiana da região do Friul-Veneza Júlia, província de Pordenone, com cerca de 643 habitantes. Estende-se por uma área de 61 km², tendo uma densidade populacional de 11 hab/km². Faz fronteira com Andreis, Barcis, Cavasso Nuovo, Claut, Fanna, Maniago, Meduno, Tramonti di Sopra, Tramonti di Sotto.
É originário da aldeia de Poffabro, no território de Frisanco, o pai do fundador da empresa brasileira Tramontina.
Faz parte da rede das Aldeias mais bonitas de Itália.

## Demografia
| Variação demográfica do município entre 1861 e 2011                               |
|                                                                                   |
| Fonte: Istituto Nazionale di Statistica (ISTAT) - Elaboração gráfica da Wikipedia |